# Mare de Déu del Boix
La Mare de Déu del Boix és una església de la Torre de Cabdella (Pallars Jussà) inclosa a l'Inventari del Patrimoni Arquitectònic de Catalunya.

## Descripció
Edifici de planta rectangular amb construccions annexes. Té la porta protegida per un cancell a la façana principal de ponent. Una finestra quadrada il·lumina el cor. Té capelles i sagristia als laterals. El campanar, de secció quadrada s'aixeca a la cantonada de ponent. Té quatre obertures amb arc rebaixat (nou) i un cos que amaga un rellotge a la part posterior. L'arrebossat emfatitza les cantonades de carreus ben escairats.

## Història
Al Museu Diocesà de la Seu d'Urgell hi un fragment d'un retaule gòtic tardà del segle xvi.